# CEBPG
CCAAT/proteína de unión al potenciador gamma es una proteína que en humanos está codificada por el gen CEBPG .
La familia de factores de transcripción C/EBP regula la transcripción mediada por elementos potenciadores/CCAAT viral y celular. Las proteínas C/EBP contienen la región bZIP, que se caracteriza por dos motivos en la mitad C-terminal de la proteína: una región básica implicada en la unión del ADN y un motivo de cremallera de leucina implicado en la dimerización. La familia C/EBP consta de varias proteínas relacionadas, C/EBP alfa, C/EBP beta, C/EBP gamma y C/EBP delta, que forman homodímeros y que forma heterodímeros entre sí. La proteína de unión del potenciador/CCAAT gamma puede cooperar con Fos para unirse a los elementos potenciadores de PRE-I.